# Драґун (Аризона)
Драгун (англ. Dragoon) — переписна місцевість (CDP) в США, в окрузі Кочіс штату Аризона. Населення — 178 осіб (2020).

## Географія
Драгун розташований за координатами 32°1′35″ пн. ш. 110°2′11″ зх. д. / 32.02639° пн. ш. 110.03639° зх. д. (32.026362, -110.036479). За даними Бюро перепису населення США в 2010 році переписна місцевість мала площу 4,53 км², уся площа — суходіл.

## Демографія
Згідно з переписом 2010 року, у переписній місцевості мешкало 209 осіб у 97 домогосподарствах у складі 57 родин. Густота населення становила 46 осіб/км². Було 115 помешкань (25/км²).
Расовий склад населення:
| - 97,1 % — білих - 0,5 % — корінних американців |

До двох чи більше рас належало 2,4 %. Частка іспаномовних становила 7,7 % від усіх жителів.
За віковим діапазоном населення розподілялося таким чином: 15,3 % — особи молодші 18 років, 56,9 % — особи у віці 18—64 років, 27,8 % — особи у віці 65 років та старші. Медіана віку мешканця становила 55,4 року. На 100 осіб жіночої статі у переписній місцевості припадало 109,0 чоловіків; на 100 жінок у віці від 18 років та старших — 103,4 чоловіків також старших 18 років.
Цивільне працевлаштоване населення становило 36 осіб. Основні галузі зайнятості: освіта, охорона здоров'я та соціальна допомога — 52,8 %, публічна адміністрація — 47,2 %.